# Белов, Николай Максимович
Никола́й Макси́мович Бело́в (25 июля 1922, д. Болды, Смоленская губерния — 7 марта 1980, Люберцы, Московская область) — Герой Советского Союза, участник Великой Отечественной войны.

## Биография
Родился 25 июля 1922 года в деревне Болды.
Окончив неполную среднюю школу, работал в избе-читальне Беликовского сельсовета.
В июле 1941 года был призван в ряды РККА. Окончив Ульяновское танковое училище в 1942 году, с января 1943 года участвовал в боях Великой Отечественной войны; в 1943 году вступил в ВКП(б).
Расширяя плацдарм на правом берегу Днепра, 56-я гвардейская танковая бригада прорвала сильно укреплённую оборону гитлеровцев севернее Киева. 4 ноября 1943 года рота под его командованием первой проломила оборону противника и подошла к селу Святошино (ныне — в черте Киева). Находясь в ночных условиях, танкисты овладели частью шоссе Киев — Житомир и, отрезав пути отхода противника и развив наступление, вошли в Святошино, уничтожив до батальона гитлеровцев и захватив четыре автомашины, восемь пушек и много военного имущества и оружия. На утро немцы перешли в контратаку. Искусно руководил огнём танков своей роты. За время боя рота танков вывела из строя немецкий танк, одиннадцать пушек, два крупнокалиберных пулемёта и большое количество пехотинцев.
Во время боёв за станцию Жуляны рота Н. М. Белова вновь первой преодолели линию обороны гитлеровцев, открывая путь для продвижения своей бригады. В этом бою был ранен, а его танк — подбит, но продолжил вести огонь по огневым точкам врага, обеспечивая продвижение своей роте.
Указом Президиума Верховного Совета СССР «О присвоении звания Героя Советского Союза генералам, офицерскому, сержантскому и рядовому составу Красной Армии» от 10 января 1944 года за «образцовое выполнение боевых заданий командования на фронте борьбы с немецко-фашистскими захватчиками и проявленные при этом отвагу и геройство» удостоен звания Героя Советского Союза с вручением ордена Ленина и медали «Золотая Звезда».
В мае 1944 года был откомандирован на учёбу в военную академию.
В 1945 году в звании капитана уволен в запас. Жил в городе Люберцы (Московская область), работал старшим контролёром рынка.
Умер 7 марта 1980 года.

## Награды
- Медаль «Золотая Звезда»
- Орден Ленина
- орден Отечественной войны 2-й степени
- 2 ордена Красной Звезды
- медали